# آرون داوسون
آرون داوسون (انگلیسی: Aaron Dawson؛ زادهٔ ۲۴ مارس ۱۹۹۲) بازیکن فوتبال اهل بریتانیا است.
از باشگاه‌هایی که در آن بازی کرده‌است می‌توان به باشگاه فوتبال تورکی یونایتد، باشگاه فوتبال ترورو سیتی، باشگاه فوتبال اکستر سیتی، باشگاه فوتبال تیورتون تاون، باشگاه فوتبال هاوانت و واترلوویل، و باشگاه فوتبال فارن‌بورو اشاره کرد.